# Chích đầu nhọn
Chích đầu nhọn (danh pháp khoa học: Acrocephalus stentoreus) là một loài chim trong họ Acrocephalidae. Chích đầu nhọn có phạm vi sinh sản từ Ai Cập về phía đông qua Pakistan, Afghanistan và cực bắc Ấn Độ đến nam Trung Quốc, đông nam Á và nam tới Úc. A. meridionalis là một gống đặc hữu ở Sri Lanka.

## Hình ảnh

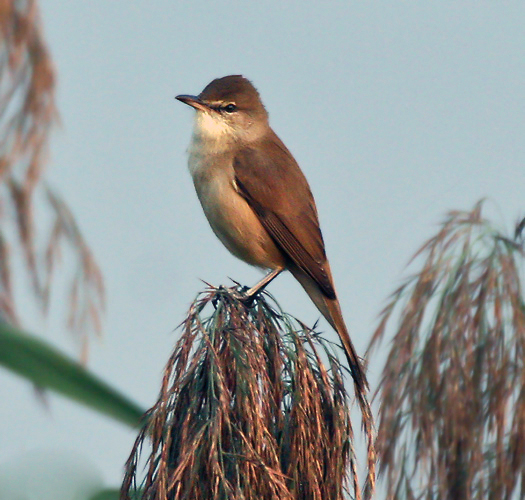
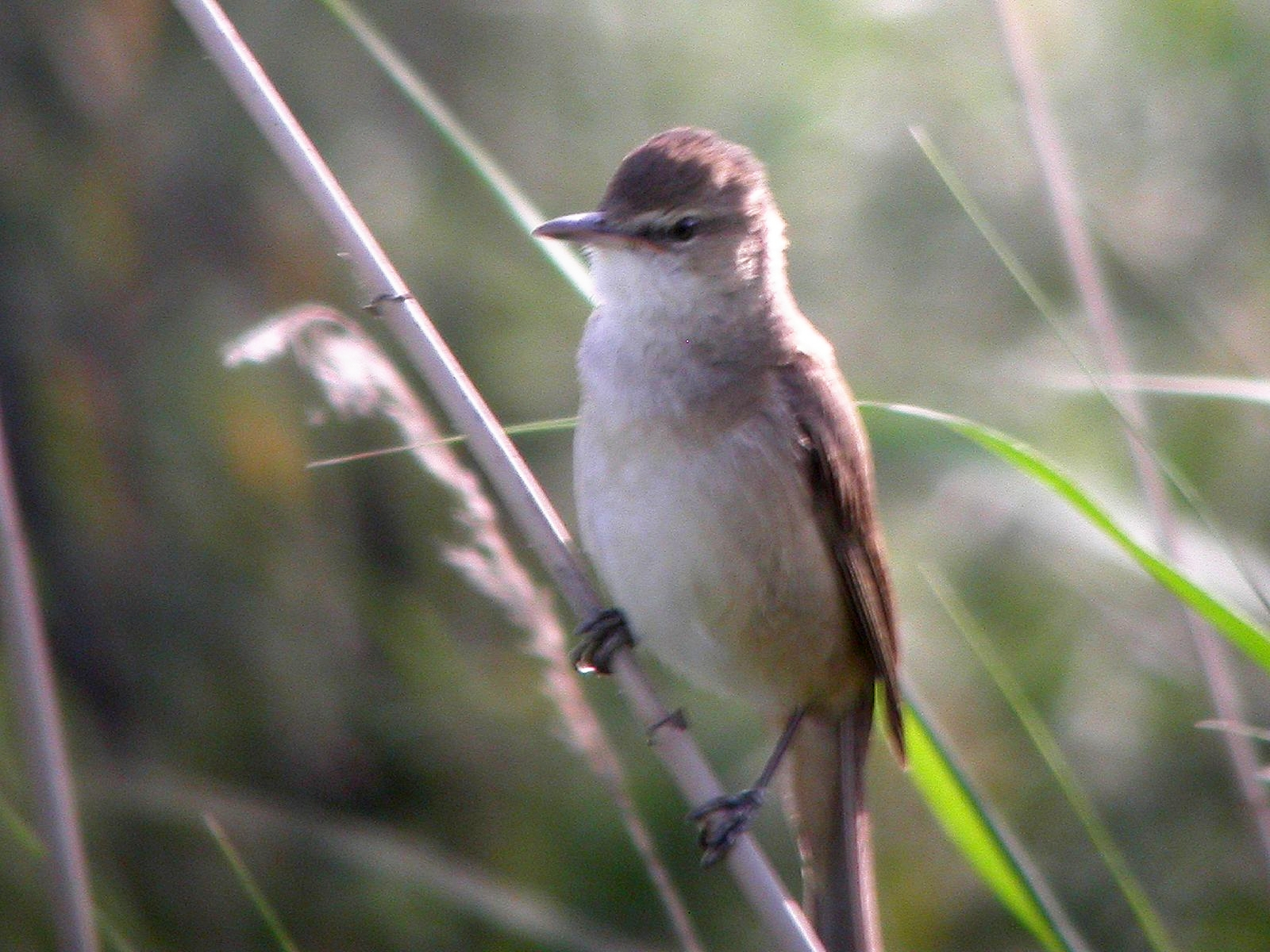
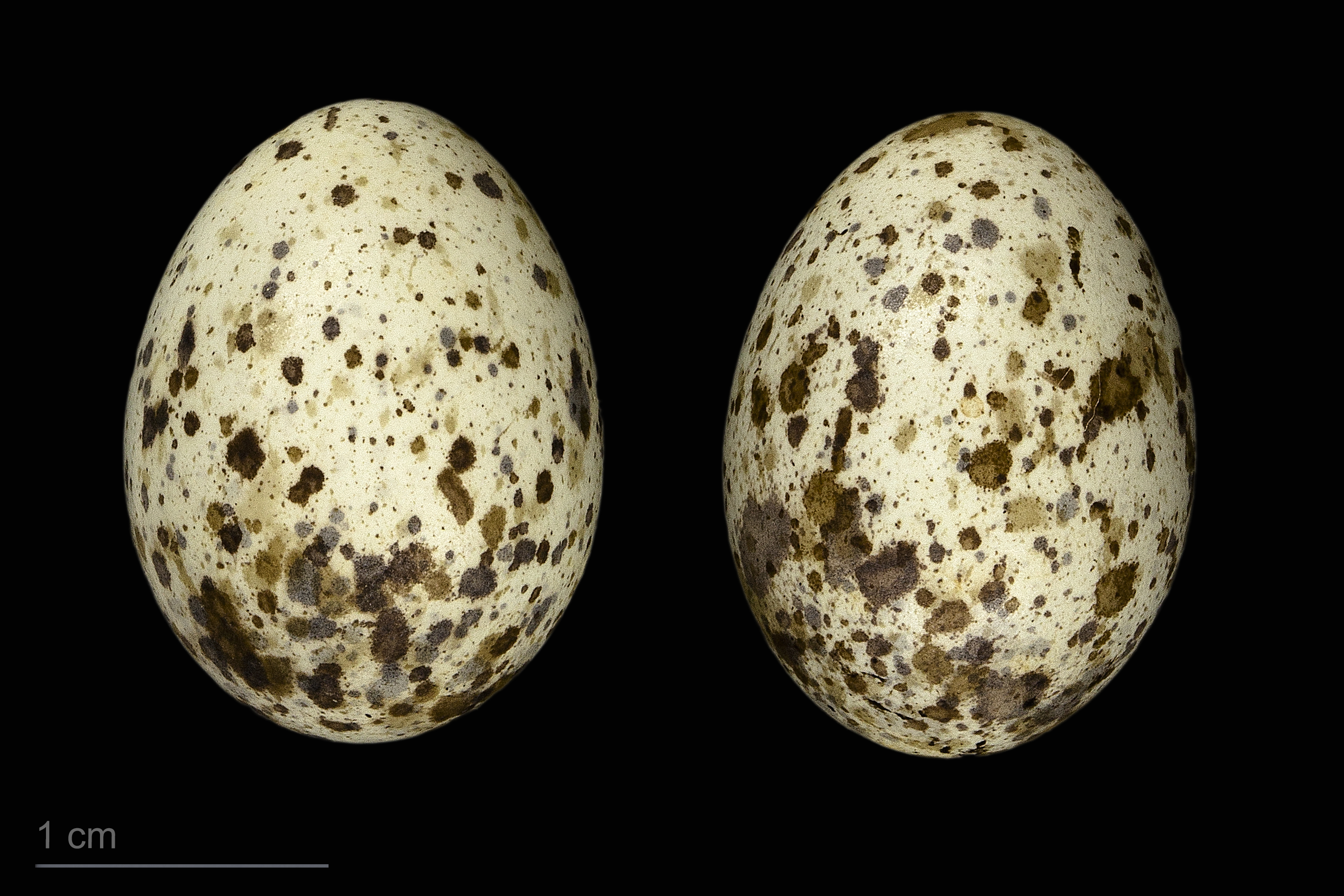
Acrocephalus stentoreus stentoreus